# 島口哲朗
島口 哲朗（しまぐち てつろう、1970年5月13日 - ）は、日本の殺陣師、俳優。
1998年、殺陣師・俳優の集団として「剱伎衆かむゐ」結成。2012年に、殺陣やチャンバラだけでなく、剣で表現をする芝居として「剱伎道」「サムライソードアーティスト」という新しいカテゴリーを作った。2012年からは、殺陣やチャンバラを発展させて考案した芝居表現「剱伎道」を「オリジナルサムライメソッド」と呼んで、東京都中板橋の道場などで教える。
Q・タランティーノ監督映画「キル・ビル Vol.1」では出演（CRAZY88“MIKI”役）&殺陣指導・振付を担当。
2018年10月、イタリア・フィレンツェにて日本人初の「コンソナンゼ文化芸術賞」を受賞。
2018年6月、「SAMURAI」を世界へ発信する企画「Code of The SAMURAI」プロジェクトを立ち上げ。
2019年10月、「合津若松市観光大使」「福島県あったかふくしま観光大使」に就任。

## 来歴・人物
埼玉県川越市出身。埼玉県立坂戸高等学校卒業。日本大学芸術学部映画学科卒業。殺陣同志会第40代会長を務める。
自らのアーティスト活動の他、舞台や映画などで俳優・殺陣師としても活動。クエンティン・タランティーノ監督の『キル・ビル』（「KILL BILL vol.1」2003年公開）にクレイジー88構成員「MIKI」役にて出演、殺陣指導・振付（雪の庭の決闘などの日本パート）も行う。
最近ではヨーロッパを中心に海外ツアー公演、サムライ道場などを展開している。

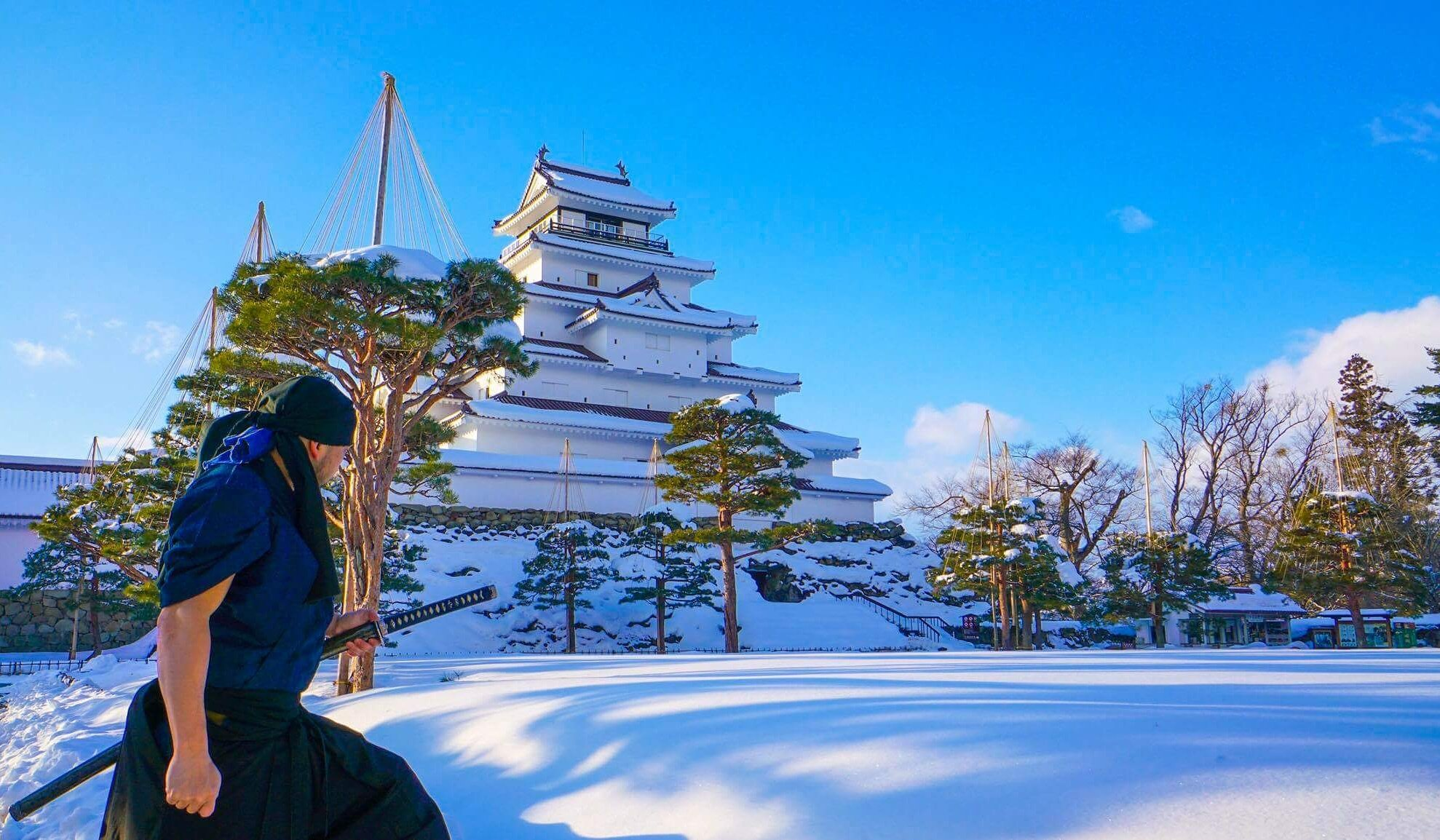
2017年 【DIAMOND ROUTE JAPAN】

最近では元サッカー選手のロナウジーニョや、フランス俳優のジェラール・ドパルデューをはじめとする海外の著名人とも共演やサムライ指導なども行っている。
2012年、独自のSAMURAIメソッド『剱伎道』を創設。 日本はもちろんイタリア、ポーランド、チェコ、リトアニア、ベラルーシ、アメリカなどでも道場を展開し、世界各国のメディアに特集されることも多い。
またオリジナルのサムライアーティストとして6ワードの商標登録・国際特許を取得し日本を世界に発信している。“剱伎衆かむゐ” “剱伎道” “SAMURAI ARTIST” “KAMUI” “KENGIDO” “SAMURAI ARTIST KAMUI”
2018年6月、「SAMURAI」を世界へ発信する企画「Code of The SAMURAI」プロジェクトを立ち上げ。
2018年10月、イタリア・フィレンツェにて日本人初の文化芸術賞「プレミオ・コンソナンゼ」賞を受賞。
2019年、10月『福島県あったかふくしま観光交流大使』『会津若松市観光大使』就任。

## 出演

### 映画
- 「キル・ビル Vol.1」（2003年）- CRAZY88 "MIKI" 役
- 奥田瑛二監督映画「るにん」（2006年）
- 男の墓場プロダクション「怪奇!!幽霊スナック殴り込み! 」（2007年）[8]
- マキノ雅彦監督 「次郎長三国志」（2008年、角川映画）
- 西冬彦監督映画「TOURNAMENT」（2012年、アマゾンラテルナ）- 葉川顕山
- 板屋宏幸監督「もう一度～家族物語」（2014年）

### テレビ

#### 国内
- 金曜日時代劇「寺子屋ゆめ指南」（1998年、NHK）
- 「TRY～夢への階段」（2005年、KBS京都）
- 「おしゃれイズム」（2005年、日本テレビ）
- 「トリハダ」（2007年、フジテレビ）
- 「COOL JAPAN」（2008年、NHK BShi）
- 「アニメギガ」（2009年、NHK-BS）
- 「ぶっこみジャパニーズ11～アルゼンチン 殺陣編～」（2018年、TBSテレビ）
- 「たった3日間で人生は変わるのか？」（2018年、日本テレビ）- Sexy Zoneメンバーの殺陣指導・振付

#### 海外
- 「Bullet TV」「レッドブル」（オーストリア・ドイツ、2011年）
- 「Black Belt TV」（2011年）
- アメリカ番組「ダガーファミリー」（2013年）
- ウクライナTV出演「Japan, Tetsuro Shimaguchi Touchpoints」（2017年、UATV）
- フランス俳優 ジェラール・ドパルデュー 番組「日仏友好160周年記念 TV特番～ジェラール・ドパルデューの旅」出演（2018年）
- 「LIFEOID vs THE WORLD」出演（2018年）

### CM
- 日清食品「カップヌードル」カレーライト“カットする女”編（2017年）- 真木よう子出演、殺陣振付
- 「Miura Golf」（2018年）
- 本間ゴルフ×GDO（2019年）

### PV
- supercell「拍手喝采歌合」PV（2013年）- 振付・出演
- G-SHOCK 35ch Anniversary「G-SHOCK JAPAN」PV（2017年）- 振付
- Koko Jazz Club 映像出演『YLA-SAVO』（2019年）

### 舞台

#### 国内
- 二月大歌舞伎「熊谷陣屋」他（1996年、歌舞伎座）
- スーパー歌舞伎「カグヤ」（1996年、新橋演舞場）
- 国際舞台芸術祭にて演舞（2010年、シアターX）
- 吉本興行創業100周年特別講演 演舞（2012年、なんばグランド花月）
- 日本総狂宴ステージ「KEREN」（2019年、COOL JAPAN PARK OSAKA）- 殺陣振付・殺陣監修

#### 海外
- ヴェッキオ宮殿500人大広間演舞（2010年、イタリア・フィレンツェ）
- アメリカ・ポートランド公演（2015年、アメリカ・ポートランド／Aladdin theater）

### イベント

#### 国内
- 「斬打屋1stライブ」（2006年、大塚RED-Zone）
- 「斬打屋LIVE 2009」（2009年、Asagaya/LoftA）

#### 海外
- 「お江戸ー座公演」（2006年、LA・日米劇場）
- サウジアラビア王国・皇太子夫妻へ特別演舞（2012年）
- アラブ首長国連邦（UAE）ナショナルデー演舞（2016年、2017年）

### 殺陣監修・振付・指導
- 「KILL BILL vol.1」（2003年）

### その他
- 朝日新聞にて特集記事掲載（2014年）
- アメリカ「Travel channel」記事掲載（2014年）
- 月刊秘伝4月号表紙&特集掲載（2015年）
- 映画「キル・ビル」殺陣師／「剱伎衆かむゐ」創設者・島口哲朗「LIVE JAPAN PERFECT CUIDE TOKYO」にて特集（2017年）
- NEXTYLE「Samurai Artist-島口哲朗」【EPISODE001】【EPISODE002】出演（2018年）
- 「週刊ホテルレストラン」の別冊「日本版IR vol.2」にインタビュー記事掲載（2018年）
- 【熱い日本人特集⑨】剱伎衆かむゐ 島口哲朗氏インタビュー（2018年）
- サムライトレイン始動（2018年～現在、栃木～福島）
- 動画メディア「Get Wel」にてインタビュー記事掲載（2019年）
- 月刊「秘伝」8月号にて島口哲朗×ウィリアム・リード対談記事掲載（2019年）
- オーガニックストア「和合堂」アンバサダー就任（2019年）
- 「ARAB NEWS」取材撮影（2019年）
- チリ「Las Ultimas Noticias」に掲載（2020年）
- 東武鉄道“会津若松のブランディングポ―スター”に掲載 「SAMURAI CITY AIZU」（2020年）
- 海外旅行者向け「サムライ道場」師範
- 新国立劇場研修科殺陣講師
- 「戦国フォトスタジオSAMURAI」ポージング監修C

## 海外セミナー
- 講演＆剱伎道ワークショップ　(2015年、オレゴン・ポートランド/ウィラメット大学)
- Mykdas大学にて創始島口による講演・演舞(かむゐ＆剱伎道)　(2015年、リトアニア・ビルニュス/Mykdas大学)
- ポーランド・SOTO道場にて地元の幼稚園スクールとの文化交流（2016年、ポーランド・ワルシャワ)

### 講演
- フィレンツェ大学　(2012年)
- ベルン大学　(2014年)
- フィンランド国立芸術大学　(2015年)
- リトアニア Mykdas大学　(2015年)